# Gestaltungsrecht
Ein Gestaltungsrecht ist ein relatives subjektives Recht, das sich aus Gesetz oder Vertrag ergeben kann. Die daraus hergeleitete Berechtigung ist Voraussetzung für die Vornahme wirksamer Gestaltungsgeschäfte, etwa die Vornahme der Anfechtung eines Rechtsgeschäfts nach § 142 BGB oder des Ausspruchs eines Vertragsrücktritts nach § 346 ff. BGB. Gestaltungsrechte finden sich im schuld- und sachenrechtlichen Bereich gleichermaßen. 

## Ausübung
Gestaltungsrechte sind grundsätzlich bedingungsfeindlich, sie können mithin einseitig nicht mehr zurückgenommen werden. Eine ausgesprochene Kündigung hingegen kann einvernehmlich durch beide Parteien aufgehoben werden.

## Übertragung
Die Übertragbarkeit von Gestaltungsrechten gestaltet sich unterschiedlich. Gemäß § 413 BGB sind selbständige Gestaltungsrechte grundsätzlich übertragbar, etwa Aneignungsrechte, bei entsprechender Vereinbarung auch Vorkaufsrechte, ebenso Wiederkaufsrechte. Ihre Übertragung erfolgt im Rahmen der Abtretung nach § 398 BGB. Anders verhält es sich bei unselbständigen Gestaltungsrechten, Hilfsrechten, die mit der Forderung auf den neuen Gläubiger übergehen (Gläubigerwahlrechte oder Ersetzungsbefugnisse). Sie können mit dem Hauptanspruch, zu dem sie gehören, abgetreten werden. So kann ein Anspruch auf Übereignung eines Buchs, bei welchem dem Vertragsschließenden ein Widerrufsrecht zusteht, auch mit diesem Widerrufsrecht abgetreten werden (§ 413 BGB).
Im Prozess sind jedoch so genannte innerprozessuale Bedingungen erlaubt, da dort das Gericht über die Anträge der Parteien zu entscheiden hat und so keine Rechtsunsicherheit entsteht. Innerprozessuale Bedingungen sind Ausfluss des Dispositionsrechtes der Parteien, wonach diese alleine den Streitgegenstand bestimmen, also darüber disponieren können. Eine weitere Ausnahme der Bedingungsfeindlichkeit sind so genannte Potestativbedingungen, die dann vorliegen, wenn der Erklärungsempfänger den Eintritt der Bedingung alleine steuern kann, also auch keine Rechtsunsicherheit zu seinen Lasten eintritt. Außerdem sind Bedingungen zulässig, die von einer Rechtsfrage abhängig gemacht werden, so genannte Rechtsbedingungen.
Die Unwiderruflichkeit gilt dann nicht, wenn der Gestaltungsgegner die Wirksamkeit der Gestaltung bestreitet, da in diesem Fall der Widerruf nur den Zustand wieder herstellt, welcher der Gestaltungsgegner beansprucht und somit keine weitere Unsicherheit für diesen erzeugt (Ausnahme vgl. § 9 Kündigungsschutzgesetz).

## Maßgeblicher Zeitpunkt
Die Wirksamkeit aller Gestaltungsrechte beurteilt sich ausschließlich nach den Verhältnissen zum Zeitpunkt der Erklärung. Auf einen nachträglichen Wegfall des Gestaltungsgrundes kommt es nicht an. Das wird in Rechtsgebieten, denen eine ausgeprägte soziale Komponente anhaftet, vielfach als nicht für jeden Fall sachgerecht angesehen. Daher haben Gesetzgeber und Rechtsprechung Korrekturen vorgenommen: Im Arbeitsrecht entsteht für den Arbeitnehmer ein Wiedereinstellungsanspruch, wenn der Kündigungsgrund nachträglich entfällt, z. B. weil ein beabsichtigter Arbeitsplatzabbau vom Arbeitgeber doch nicht umgesetzt wird. Im Mietrecht normiert § 569 Abs. 3 Nr. 2 BGB die Unwirksamkeit der Kündigung wegen nach Zugang der Kündigungserklärung eintretender Umstände. Nimmt der Vermieter das Recht zur außerordentlichen Kündigung bei Zahlungsverzug wahr, so kann der Mieter die Kündigung noch dadurch unwirksam werden lassen, dass er den Vermieter bis zum Ablauf zweier Monate nach Eintritt der Rechtshängigkeit des Räumungsanspruchs hinsichtlich des fälligen Mietzinses befriedigt. Die zunächst wirksame Kündigung wird also als Rechtsfolge der Vorschrift nachträglich unwirksam.

## Erlöschen
Aus Gründen der Rechtssicherheit erlöschen viele Gestaltungsrechte nach einer bestimmten Zeit, indem sie verwirken.

### Keine Verjährung
Gestaltungsrechte sind keine Ansprüche, können also nicht verjähren (§ 194 Abs. 1 BGB).

### Ausschlussfristen
Von der Verjährung sind Ausschlussfristen zu unterscheiden. Mit Ablauf der Frist geht das Gestaltungsrecht unter. Ausschlussfristen können gesetzlich angeordnet sein. Insbesondere im Arbeitsrecht spielen aber auch Ausschlussfristen kraft Tarifvertrag oder Arbeitsvertrag eine große Rolle.
- Die Irrtumsanfechtung muss „unverzüglich“ (§ 121 S. 1 BGB), die Anfechtung wegen arglistiger Täuschung oder widerrechtlicher Drohung innerhalb eines Jahres (§ 124 Abs. 1 BGB) erfolgen.
- Der den Verbraucher schützende Widerruf muss innerhalb der Fristen des § 355 Abs. 2 bzw. Abs. 3 BGB erklärt werden. Beim Widerrufsrecht hängt der Fristbeginn meist davon ab, dass der Verbraucher über die Möglichkeit des Widerrufs belehrt wurde.

Mitunter wird das Erlöschen eines Gestaltungsrechts auch an die Verjährung eines Anspruches geknüpft, wie es § 218 BGB für das Rücktrittsrecht tut, um das Erlöschen als Einrede auszugestalten.

## Gestaltungsgegenrechte
In einigen Fällen ist ein Gestaltungsgegenrecht des vom Gestaltungsrecht Betroffenen möglich. So sieht beispielsweise das Gesetz in bestimmten Fällen ein (hier nicht abdingbares) Recht des Wohnraummieters gegen eine Kündigung des Vermieters nach § 574 BGB vor. Zur Wirksamkeit des Gestaltungsgegenrecht ist hier theoretisch keine gerichtliche Durchsetzung nötig, auch wenn in der Praxis es wohl zu einer solchen kommen dürfte. Ist das Gegenrecht nur im Wege einer Klage durchsetzbar spricht man auch von einem Gestaltungsgegenklagerecht.

## Gestaltungsklagerechte
Hierbei muss der Gestaltende Klage erheben, um die Gestaltungswirkung durch Urteil erzielen zu können. Solche Urteile heißen auch Gestaltungsurteile, welche im Gegensatz zu z. B. Leistungsurteilen keiner Vollstreckung bedürfen.
Beispiele für Gestaltungsklagerechte finden sich vor allem im Familien- und Gesellschaftsrecht:
- Ehescheidung (§§ 1564 ff. BGB),
- Vaterschaftsanfechtung (§ 1599 Abs. 1 BGB),
- bei einer OHG bzw. KG (§ 161 Abs. 2 HGB):
  - Entziehung der Geschäftsführerbefugnis (§ 116 Abs. 5 HGB) und Vertretungsmacht (§ 124 Abs. 5 HGB),
  - Auflösung einer Gesellschaft (§ 139 HGB),
  - Ausschließung eines Gesellschafters (§ 134 HGB);
- Beschlüsse der Hauptversammlung einer AG (§§ 241 ff. AktG).